# Ludovic Vaty
Ludovic Vaty, né le 21 novembre 1988 aux Abymes en Guadeloupe et mort le 1er septembre 2023 à Toulouse, est un joueur français de basket-ball évoluant au poste de pivot. International français à neuf reprises, il se voit contraint de mettre un terme à sa carrière de joueur professionnel en mai 2013, à seulement vingt-quatre ans, en raison d'une pathologie cardiaque.

## Biographie

### Débuts en Guadeloupe
Il commence le basket-ball au Club Basket de la MJC des Abymes à l'âge de 11 ans après avoir été détecté par Onestas Patrick Shanny, son premier entraîneur, qui avait demandé à ses jeunes de trouver un grand dans leur entourage. Conscient du potentiel de Ludovic Vaty, il le place au Pôle espoir de la Ligue régionale de basket-ball de Guadeloupe. Ludovic Vaty devint champion minime de Guadeloupe avec l'équipe de la MJC des Abymes en 2003 puis champion Antilles-Guyane avec la sélection régionale de Guadeloupe aux dépens de la Martinique et de la Guyane.

### Centre fédéral puis Élan béarnais
Il rejoint ensuite le Centre fédéral de basket-ball puis l'Élan béarnais en 2006.
Après une première saison d'apprentissage avec le club béarnais qui lui permet de jouer ses premières minutes en Pro A, il intègre la rotation de l'effectif lors de la saison 2007-2008.
Habitué des sélections jeunes, il est champion d'Europe cadets en 2004 (10,6 points, 11,5 rebonds par match en 30,1 min). Une blessure au genou le prive des Championnats d'Europe junior en 2005, mais il devient champion d'Europe junior en 2006 (7,6 points, 5,3 rebonds en 21,5 min) avec l'équipe de France.
En juillet 2007, il remporte la médaille de bronze avec l'équipe de France junior (19 ans et moins) lors du mondial organisé en Serbie.
En 2009, il est présélectionné en équipe de France, mais n'est pas retenu dans la dernière sélection.

### Échec à la draft et expérience à l'étranger
En 2009, il se présente à la draft de la NBA mais n'est pas retenu. Début juillet 2009, il signe un contrat de deux ans en faveur de l'Entente orléanaise Loiret.
Il se représente à la draft 2010 de la NBA mais n'est, une fois de plus, pas retenu. Ses prestations en Euroligue auront cependant intéressé le club espagnol CB Granada qu'il rejoint à l'été 2010. Le contrat est toutefois invalidé à la suite d'une visite médicale qui a révélé une blessure à la cheville droite.
Le 9 novembre 2010, il retourne à Orléans pour suppléer Zach Moss, qui s'est fracturé la deuxième côte
.
À l'intersaison 2011, il signe un contrat de deux ans avec le BCM Gravelines.
En février 2013, il est nommé meilleur joueur de la Leaders Cup qu'il remporte avec le BCM Gravelines.
Le 28 janvier 2014, il est nommé assistant de l’équipe de France junior aux côtés de Tahar Assed-Liegeon.

### Fin de carrière prématurée
Le 23 mai 2013, il est contraint de mettre un terme à sa carrière à la suite de la découverte d'une maladie cardiaque incompatible avec la pratique du sport de haut niveau,.

### Retour dans le monde amateur
À l'automne 2014, il rejoint l'Élan Pau Nord-Est, une équipe de NM2 (4e division).
En juillet 2016, il rejoint Tarbes-Lourdes, club de NM1 (3e division) où il joue avec le statut professionnel mais bénéficie d'un entraînement adapté en raison de son problème cardiaque,.
Après une saison à Bordeaux également en NM1, il poursuit sa carrière dans le monde amateur avec le club de Coteaux de Luy basé à Monségur dans les Landes en NM3.
En août 2023, alors joueur du Toulouse olympique aérospatiale club (TOAC) en NM2, il fait une crise cardiaque à l’entraînement et est plongé dans un coma artificiel,. Il décède à l'hôpital de Rangueil à Toulouse le 1er septembre 2023.
La Ligue française de basket-ball lui rend hommage en donnant, à partir de 2024, son nom au trophée du MVP de la Leaders Cup, trophée dont Ludovic Vaty est le premier récipiendaire (en 2013).

## Clubs
- 2002-2003 :  Pôle espoirs mixte de Pointe-à-Pitre
- 2003-2006 :  Centre fédéral (Nationale 1)
- 2006-2009 :  Élan Béarnais Pau-Orthez (Pro A)
- 2009-2010 :  Entente orléanaise (Pro A)
- 2010-nov 2010:  CB Grenade (Liga ACB)
- nov 2010-2011 :  Orléans LB (Pro A)
- 2011-2013 :  BCM Gravelines-Dunkerque (Pro A)
- 2016-2018 :  Union Tarbes-Lourdes (NM1)
- 2018-2019 :  JSA Bordeaux (NM1)
- 2019-2020 :  Coteaux du Luy (NM3)
- 2021-2023 :  TOAC (NM2)

## Palmarès

### Club
- Coupe de France en 2007 avec Pau-Orthez
- Coupe de France en 2010 avec Orléans Loiret Basket
- Leaders Cup en 2013 avec Gravelines[6]

### Sélection nationale
- Championnat du monde junior de basket-ball masculin :
  -  Médaille de bronze au Championnat du monde des 19 ans et moins en 2007 à Novi Sad en Serbie.
- Championnat d'Europe masculin de basket-ball
  -  Médaille d'or au Championnat d'Europe des 18 ans et moins en 2006, à Amaliada en Grèce
  -  Médaille d'or au Championnat d'Europe des 16 ans et moins en 2004, à Amaliada en Grèce
- Autres
  -  Médaille d'or au Tournoi de Mannheim en Allemagne des 18 ans et moins en 2006
  - Participation au Tournoi de Douai des 18 ans et moins en 2005, 2006 et 2007

### Distinctions personnelles
- Élu dans le 5 majeur des Championnats d'Europe des 16 ans et moins en 2004
- Élu dans le deuxième 5 majeur du Tournoi de Douai des 18 ans et moins en 2006
- Élu dans le All-Star Game LNB 2011
- MVP de la Leaders Cup 2013[6]